# 克蘭伯里 (新澤西州普查規定居民點)
克蘭伯里（英語：Cranbury）是位於美國新澤西州米德爾塞克斯縣的普查規定居民點。

## 人口
根據2020年美國人口普查的數據，克蘭伯里的面積為3.22平方千米，當中陸地面積為3.17平方千米，而水域面積為0.05平方千米。當地共有人口2200人，而人口密度為每平方千米683.23人。